# Sergio Leone
Sergio Leone, italijanski filmski režiser in scenarist, * 3. januar 1929, Rim, Italija, † 30. april 1989, Rim.
Leone je eno od legendarnih imen v svetu filma. Več njegovih filmov, kot so Dober, grd, hudoben (1966), Bilo je nekoč na Zahodu (1968) in Bilo je nekoč v Ameriki (1984), je pridobilo kultni status.

## Filmografija
- 1961 (The Colossus of Rhodes)
- 1964 (A Fistful of Dollars)
- 1965 (For a Few Dollars More)
- 1966 Dober, grd, hudoben (The Good, the Bad and the Ugly)
- 1968 Bilo je nekoč na Zahodu (Once Upon a Time in the West)
- 1971 (Duck, You Sucker!)
- 1973 (My Name is Nobody)
- 1975 (A Genius, Two Partners and a Dupe)
- 1984 Bilo je nekoč v Ameriki (Once Upon a Time in America)